# داميان شو
داميان شو (بالإنجليزية: Damien Shaw)‏ هو دراج أيرلندي، ولد في 10 يوليو 1984 في Mullingar ‏ في جمهورية أيرلندا.

## وصلات خارجية
- داميان شو على موقع الاتحاد الدولي للدراجات (الإنجليزية)
- داميان شو على موقع أرشيف الدراجات (الإنجليزية)
- داميان شو على موقع إحصائيات الدراجات الإحترافية (الإنجليزية)
- داميان شو على موقع نسبة الدراجات (الإنجليزية)